# Tahtalı-Talsperre
Die Tahtalı-Talsperre (türkisch Tahtalı Barajı) befindet sich südlich der Stadt Menderes in der westtürkischen Provinz İzmir.
Die 1986–1999 errichtete Talsperre liegt etwa 4 km von der Küste des Ägäischen Meeres entfernt.
Sie dient hauptsächlich der Trinkwasserversorgung.
Das Absperrbauwerk ist ein Steinschüttdamm mit Lehmkern. 
Die Dammhöhe liegt bei 54,5 m über Talsohle und 58 m über Gründungssohle. Das Dammvolumen beträgt 3,4 Mio. m³.
Der 23,5 km² große Stausee verfügt über einen Speicherraum von 306,5 Mio. m³.